# Sebastián Esparza Hernández
Sebastián Esparza Hernández, més conegut com a Sebas (Sangonera la Verde, Múrcia, 29 de setembre de 1983) és un futbolista murcià, que ocupa la posició de migcampista.

## Trajectòria
La major fita del migcampista van ser els dos partits que hi va jugar amb el Reial Múrcia CF a la campanya 03/04, quan els pimentoners militaven a primera divisió. Tret d'això, la resta de la carrera del de Sangonera ha estat per conjunts de Segona B i Tercera Divisió: RCD Mallorca B, CE Sabadell, Sangonera Atlético, AD Alcorcón i de nou Sangonera.